# Kasper Lindström
Kasper Lindström, numera Kasper Moss född 28 september 1987, är en svensk skådespelare.

## Filmografi
- 1997 – Beck – Spår i mörker
- 1999 – Tsatsiki, morsan och polisen
- 2001 – Tsatsiki – vänner för alltid
- 2004 – Kyrkogårdsön
- 2012 – Vinnare